# Pterolophia preapicecarinata
Pterolophia preapicecarinata là một loài bọ cánh cứng trong họ Cerambycidae.